# Kirguistán en los Juegos Olímpicos de Atlanta 1996
Kirguistán estuvo representado en los Juegos Olímpicos de Atlanta 1996 por un total de 33 deportistas, 26 hombres y 7 mujeres, que compitieron en 9 deportes.
El portador de la bandera en la ceremonia de apertura fue el nadador Serguéi Ashihmin. El equipo olímpico kirguís no obtuvo ninguna medalla en estos Juegos.